# تشارلز تشاو
تشارلز تشاو (بالصينية: 曹国伟) هو صحفي وكبير الإداريين التنفيذيين وشخصية أعمال صيني، ولد في 10 نوفمبر 1965 في شانغهاي في الصين.